# 梅里赫·德米拉爾
梅里赫·德米拉爾（土耳其語：Merih Demiral，1998年3月5日—），土耳其足球運動員，司職中後衛，現時效力沙特职业足球联赛球會吉達艾阿里，土耳其國家足球隊成員。

## 俱樂部生涯
德米拉爾出道於費倫巴治青年隊的德米拉爾，被葡萄牙足球錦標聯賽球隊艾爾卡內尼斯免費簽入，隨後租借到士砵亭B隊。自此德米拉爾開啓了他的租借生涯。由於表現不錯，2018年他從二隊進入到士砵亭一隊，但隨即便被租借回土超球隊阿蘭亞，2019年1月又被租借到意甲球隊薩索羅。
2019年7月5日，意甲球隊尤文圖斯足球俱樂部正式宣佈，土耳其國家隊後衛梅里·德米拉爾正式轉會至尤文圖斯，雙方簽約至2024年6月30日。
在2021年8月6日，阿塔兰大宣布以租借方式签下来自尤文图斯的德米拉尔，并附带购买选择权。阿塔兰大在2022年6月17日行使了购买权，支付了2000万欧元的转会费。2023年8月19日，德米拉尔以三年合同加盟沙特职业联赛的吉達艾阿里。

## 國家隊生涯
2018年11月20日，德米拉爾在對陣烏克蘭的友誼賽中首次代表土耳其國家足球隊出場，第85分鐘替補。
2021年6月11日，德米拉爾在2020年歐洲杯首場比賽對陣意大利的比賽中打進烏龍球，這是比賽歷史上第一次以烏龍球開場的比賽揭幕戰。
2021年11月13日，德米拉爾在對陣直布羅陀的2022年世界盃外圍賽中踢進在國家隊的首球。
2024 年 7 月 2 日，在德国举行的2024 年欧洲杯对阵奥地利的比赛后，德米拉尔做出了所谓的“狼礼” ，这种动作与土耳其民族主义、泛突厥主义和“灰狼”组织有关。这种礼炮在奥地利是被禁止的。在新闻发布会上，他表示这是土耳其自豪感的表现，他打算在有机会时再次这样做。除了来自政界人士和记者的批评之外，欧足联还对涉嫌不当行为展开调查。2024 年 7 月 3 日和 4 日，土耳其和德国分别召见了对方大使讨论此事。欧足联于 7 月 5 日宣布，因未遵守一般行为准则和违反基本行为规则，他将被禁赛两场。

### 國家隊進球
最後更新：2022年6月4日
| #  | 日期       | 比賽場地                              | 對手     | 比分 | 賽果 | 賽事                   |
| -- | ---------- | ------------------------------------- | -------- | ---- | ---- | ---------------------- |
| 1. | 2021.11.13 | 土耳其, 伊斯坦堡, 法蒂赫·特里姆體育場 | 直布罗陀 | 4-0  | 6-0  | 2022年世界盃外圍賽     |
| 2. | 2022.06.04 | 土耳其, 伊斯坦堡, 法蒂赫·特里姆體育場 | 法罗群岛 | 4-0  | 4-0  | 2022–23年歐洲國家聯賽C |

## 榮譽

### 球會
尤文图斯
- 意大利足球甲级联赛冠軍：2020年
- 義大利超級盃冠軍：2020年
- 意大利盃冠軍：2020–21[14]賽季

吉達艾阿里
- 亞足聯冠軍精英聯賽冠軍：2024–25